# Chiesa dei Santi Quirico e Giulitta (Ternate, Italia)
La chiesa dei Santi Quirico e Giulitta è la parrocchiale di Ternate, in provincia di Varese ed arcidiocesi di Milano; fa parte del decanato di Sesto Calende. 

## Storia
La prima citazione dell'ecclesiae sancti Quirici de ipso loco Trinate risale al 1196; una seconda menzione è del XIII secolo ed è contenuta nel Liber Notitiae Sanctorum Mediolani di Goffredo da Bussero, nel quale si legge che essa dipendeva dalla pieve di Brebbia; siffatta situazione è confermata dal Liber seminarii mediolanensis del 1564.
Nella seconda metà del XVI secolo la cappella medievale versava in pessime condizioni e nel 1577 iniziarono dei lavori di rimaneggiamento. Tuttavia, nel 1581 l'arcivescovo Carlo Borromeo rilevò che l'opera non era ancora completa; nel 1596 l'arcivescovo Federico Borromeo trovò che la chiesa era stata ultimata nel 1584, ma che alcune parti di essa, come il battistero, erano però nuovamente cadenti.
Nel 1748 l'arcivescovo Giuseppe Pozzobonelli annotò che a servizio della cura d'anime vi erano il parroco e altri due sacerdoti residenti, che il numero dei fedeli era pari a 518 e che la parrocchiale, in cui aveva sede la confraternita del Santissimo Sacramento, aveva come filiali gli oratori di Sant'Andrea e di Santa Maria del Sasso.

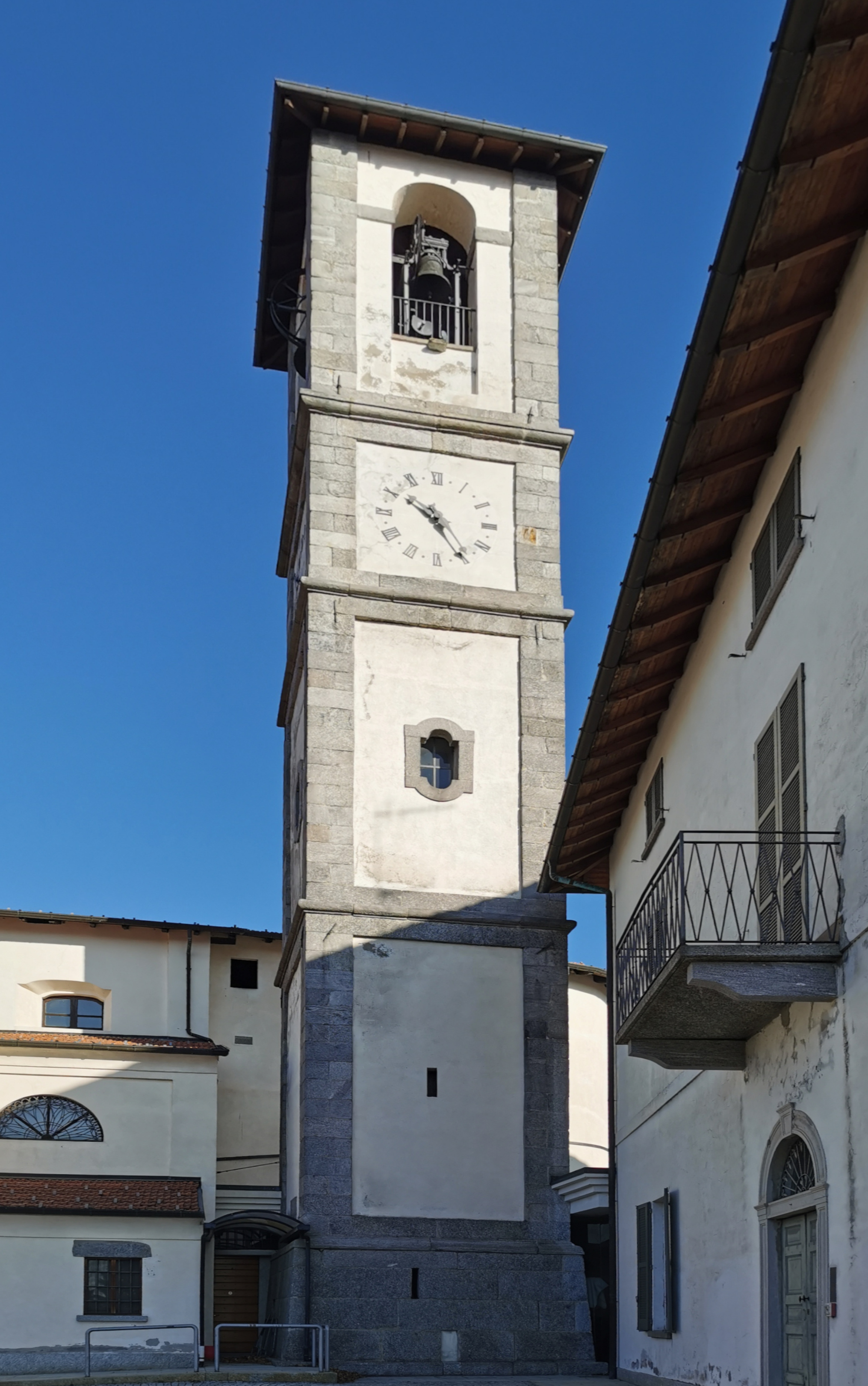
Il campanile

A causa dell'insufficienza della struttura cinquecentesca di soddisfare le esigenze dei fedeli, nel 1834, l'allora parroco don Francesco Decio iniziò una raccolta fondi per l'ampliamento; il progetto venne affidato all'architetto besozzese Lorenzo Bernago ed entro il 1837 furono eseguiti gli interventi di rifacimento della chiesa, in occasione dei quali si procedette anche alla costruzione delle due navate laterali.
Tra il 1856 e il 1857 venne realizzato da Abbondio Molinari l'altare maggiore e il 15 agosto 1858 fu impartita la consacrazione della chiesa.
Dalla relazione della visita pastorale del 1898 dell'arcivescovo Andrea Carlo Ferrari si apprende che i fedeli ammontavano a 2200, e che la parrocchiale, da cui dipendevano le chiese di Santa Maria del Sasso, di Sant'Andrea in Varano e della Beata Vergine Immacolata, era sede della confraternita del Santissimo Sacramento, della pia unione delle Figlie di Maria, delle compagnie di San Luigi Gonzaga e dell'apostolato della preghiera e la Guardia d'onore del Sacro Cuore.
Tra il 1971 e il 1972, con la riorganizzazione territoriale dell'arcidiocesi voluta dal cardinale Giovanni Colombo, la parrocchia confluì nel decanato di Sesto Calende.
Nel 1992 la chiesa venne restaurata e, nello stesso periodo, si procedette all'adeguamento liturgico secondo le norme postconciliari; l'edificio fu poi restaurato nuovamente nei primi anni 2000.

## Descrizione

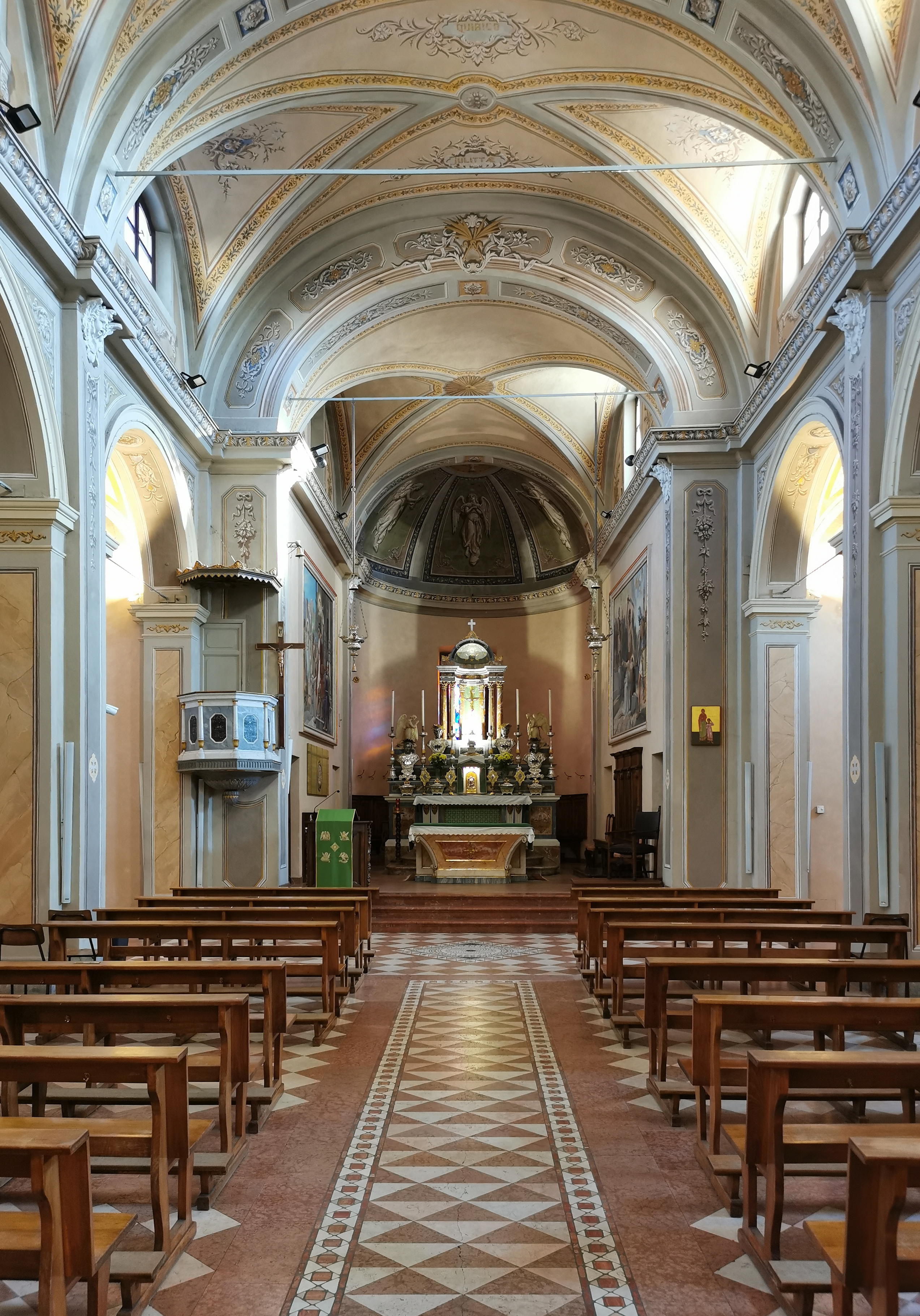
L'interno

### Esterno
La facciata a salienti della chiesa, rivolta a occidente, è suddivisa verticalmente in tre parti; quella principale, più alta, presenta centralmente il portale maggiore e sopra una finestra semicircolare murata ed è coronata dal frontone, mentre le due ali laterali sono caratterizzate dagli ingressi secondari architravati e da finestrelle oppilate.
Annesso alla parrocchiale è il campanile in pietra a base quadrata, scandito da paraste angolari; la cella presenta su ogni lato una monofora a tutto sesto ed è coperta dal tetto a quattro falde.

### Interno
L'interno dell'edificio è suddiviso in tre navate da pilastri abbelliti da lesene e sorreggenti degli archi a tutto sesto, sopra i quali corre la cornice modanata e aggettante su cui si impostano le volte lunettate; al termine dell'aula si sviluppa il presbiterio, rialzato di alcuni gradini, ospitante l'altare maggiore e chiuso dall'abside di forma semicircolare.